# Wowhead
Wowhead — поисковая база данных для популярной массовой многопользовательской ролевой онлайн-игры World Of Warcraft. Сайт впервые начал свою работу как «калькулятор талантов». Бета-тестирование базы данных проходило с 4 апреля по 25 июня 2006 года, официальный запуск базы состоялся 26 июня. Wowhead функционирует как база данных, пополняемая конечными пользователями, информация загружается автоматически через специальную программу. Сайт обладает широким инструментарием, например, функцией просмотра 3D-моделей из игры, трекерами разблокировок контента World of Warcraft, примерочной и рядом других инструментов.
Клиентское программное обеспечение доступно для платформ Windows и Mac. Пользователи могут добавлять комментарии к предметам из базы данных или обсудить интересующие их вопросы на специальном форуме. Сделанные в базе комментарии контролируются самим сообществом, пользователь имеет возможность оценивать каждый комментарий положительно или отрицательно. Комментарий, набравший большое количество отрицательных оценок удаляется, комментарий с десятью положительными оценками выделяется зелёным цветом. Также с 25 июля 2013 года на сайте существует официальная учётная запись службы поддержки Blizzard.
С мая 2018 года Wowhead расширил присутствие в русскоязычном сегменте интернета, выпуская переводы новостей, руководств и комментариев на русский язык, а также создав группу в социальной сети «ВКонтакте».
Wowhead был приобретён компанией Fanbyte, дочерней компанией Affinity Media, которой ранее принадлежал IGE — крупнейший сервис по обмену игровых денег за реальные. Fanbyte также владеет другими сайтами, такими как Hotslogs, Hearthstone Top Decks, Stormshield, Thottbot, Allakhazam.
22 июля 2009 года Wowhead объявил, что он будет предлагать пользователям оформление подписки Premium — благодаря ей пользователи могут поддержать сайт. В число преимуществ Premium входят: улучшенное использование сайта, отсутствие рекламы, предоставление отличительных атрибутов на форуме, выделение ника пользователя в Discord-сервере сайта и сопровождение всплывающих подсказок скриншотами.